# Salle des fêtes du Grand Parc
Pour les articles homonymes, voir Salle des fêtes (homonymie).
La salle des fêtes du Grand Parc est un bâtiment situé dans le Quartier du Grand Parc à Bordeaux inauguré en 1965, œuvre des architectes Claude Ferret, Robert Rebout et Serge Bottarelli. 
Le plan du bâtiment à la forme d'une bobine de fil, obtenu par l'encastrement de deux triangles isocèles. La façade courbe est colorée de carreaux émaillés formant une fresque présentant  les croissants entrelacés des armes de Bordeaux, précédée par un portique à ossature métallique. Elle est l’œuvre du céramiste Paul Corriger (1923-2009) de Sainte-Foy-la-Grande sur un dessin de Claude Ferret. 
Conçue comme bâtiment modulaire susceptible d'accueillir du théâtre, des séances de cinéma, conférences, etc. la salle devient dans les années 1970 et 1980 un lieu de rencontre pour la scène rock et underground bordelaise. Elle accueillera notamment Metallica, Motörhead ou Noir Désir avant de fermer au public au début des années 1990. Elle continuera à être utilisée pendant quelques années, notamment pour les répétitions du ballet de l'Opéra national de Bordeaux avant de fermer définitivement.
Au début des années 2000, plusieurs projets de reconversion sont évoqués, et en 2007, la salle reçoit le label « Patrimoine du XXe siècle ».
Fermée pour des raisons de sécurité, les habitants ont demandé sa réouverture à l'occasion des réunions de concertation de 2012 sur le projet urbain. Un avant-projet définitif a été présenté le 11 juin 2015 aux habitants du quartier, après avoir été adopté à l'unanimité par le Conseil municipal lors de sa séance du 1er juin 2015.
En 2015 un projet de rénovation est validé et est confié à l'architecte Christophe Hutin pour un budget de 4 millions d'euros.
Les travaux de réhabilitation ont été lancés le samedi 24 septembre 2016, à l'occasion des Participiales, la réouverture a eu lieu en juin 2018, ainsi qu'une exposition rétrospective avec collecte d'objets et de témoignages fin 2017.